# Alexander Hendrickx
Alexander Hendrickx (Wilrijk, 6 de agosto de 1993) é um jogador de hóquei sobre a grama belga, campeão olímpico.

## Carreira
Hendrickx começou a jogar hóquei no Royal Antwerp. Depois de ter jogado três temporadas pelo clube belga Dragons, ele se transferiu para os Países Baixos para jogar pelo Pinoké em Amstelveen. Ele também integrou a Seleção Belga de Hóquei sobre a grama masculino nos Jogos Olímpicos de Verão de 2020 em Tóquio, quando conquistou a medalha de ouro após derrotar a equipe australiana por 3–2 nas penalidades.